# Dois de Maio (província)
Dos de Mayo é uma província do Peru localizada na região de Huánuco. Sua capital é a cidade de La Unión.

## Distritos da província
- Chuquis
- La Unión
- Marías
- Pachas
- Quivilla
- Ripán
- Shunqui
- Sillapata
- Yanas